# Brave Story
Brave Story (ブレイブ・ストーリー) là loạt tiểu thuyết kỳ ảo của Nhật Bản do Miyabe Miyuki thực hiện. Tác phẩm này được đăng trên các tờ báo từ ngày 11 tháng 11 năm 1999 đến ngày 13 tháng 2 măm 2001. Sau đó Kadokawa Shoten đã tập hợp các mẫu truyện lại và xuất bản thành một bộ hai cuốn sách bìa cứng vào tháng 3 năm 2003. Cốt truyện xoay quanh cuộc phiêu lưu của một học sinh lớp 5 tên Mitani Wataru vào thế giới huyền ảo sau khi cậu gặp một người đến từ thế giới này.
Brave Story đã trở thành thương hiệu với một lượng chuyển thể đáng kể trên các phương tiện truyền thông khác nhau. Chuyển thể manga của tiểu thuyết đã được thực hiện bởi Ono Yoichiro và Miyabe, Miyabe đã viết thêm cốt truyện mới cho manga, loạt manga này đã đăng trên tạp chí truyện tranh phát hành hằng tuần Weekly Comic Bunch của Shinchosha. Sau đó các chương đã được tập hợp lại và phát hành thành 20 tankōbon. Trong loạt manga thì Wataru đã lớn hơn và vào trung học.
Năm 2006 loạt tiểu thuyết đã được tái bản thành hai phiên bản. Một phiên bản được phát hành với bìa mềm gồm ba tập được thiết kế dành cho những độc giả trưởng thành và một phiên bản được phát hành dưới dạng light novel cho các độc giả trẻ tuổi. Gonzo đã thực hiện chuyển thể phim anime của tiểu thuyết và Warner Bros lo khâu phân phối vào ngày 08 tháng 7 năm 2006. Bộ phim đã được đề cử giải Phim hoạt hình của năm tại lễ trao Giải thưởng Viện hàn lâm Nhật Bản năm 2007 cũng như được tiến hành phân phối tại các nước khác như Úc, Anh, Pháp, Đài Loan và Đức.
Có ba chuyển thể trò chơi điện tử đã được thực hiện bởi các hãng khác nhau. Sony Computer Entertainment đã phát triển trò Brave Story Aratanaru Tabibito cho hệ PSP và Brave Story Wataru no Bouken cho hệ PS2, Namco Bandai phát triển trò Brave Story Boku no Kioku to Negai cho hệ Nintendo DS.

## Truyền thông

### Tiểu thuyết
Brave Story Được viết và minh họa bởi Miyabe Miyuki, tiểu thuyết đã đăng trên các tờ báo từ ngày 11 tháng 11 năm 1999 đến ngày 13 tháng 2 măm 2001. Kadokawa Shoten đã tập hợp các mẫu truyện lại và xuất bản thành một bộ hai cuốn sách bìa cứng vào tháng 3 năm 2003. Một ấn bản đặc biệt đã được Kadokawa Shoten phát hành vào ngày 07 tháng 4 năm 2003. Năm 2006, loạt tiểu thuyết đã được tái bản thành hai phiên bản. Một phiên bản được phát hành với bìa mềm gồm ba tập được thiết kế dành cho những độc giả trưởng thành và một phiên bản được phát hành dưới dạng light novel cho các độc giả trẻ tuổi. Một cuốn sách hướng dẫn cũng được phát hành vào ngày 03 tháng 7 năm 2006 để đánh dấu sự tái bản này.
Viz Media đã đăng ký bản quyền phiên bản tiếng Anh của loạt tiểu thuyết và phát hành thành một cuốn sách 824 trang với nhãn hiệu Haikasoru. Quaterni thì đã đăng ký bản quyền tại Tây Ban Nha.

### Manga
Chuyển thể manga đã được thực hiện với sự tham gia của Miyabe Miyuki viết tiếp cốt truyện và Ono Yoichiro thực hiện phần minh họa, chuyển thể này được thực hiện sau khi tiểu thuyết được trao danh hiệu Mildred L. Batchelder. Loạt manga đã đăng trên tạp chí truyện tranh dành cho shōnen phát hành hằng tuần Weekly Comic Bunch của Shinchosha. Shinchosha sau đó đã tập hợp các chương lại và phát hành thành 20 tankōbon.
Loạt manga cũng được đăng ký bản quyền với các thứ tiếng và phân phối ở các nước như Tokyopop đã đăng ký bản quyền phiên bản tiếng Anh của loạt manga, Kurokawa đăng ký tại Pháp và Tong Li Publishing đăng ký tại Đài Loan.

### Phim anime
Gonzo đã thực hiện chuyển thể anime của Brave Story dưới dạng một tập dài. Bộ phim được đạo diễn bởi Chigira Koichi và sản xuất bởi Sekiguchi Daisuke, Koiwai Hiroyoshi và Kajita Koji, Warner Bros. lo khâu phân phối với việc trình chiếu bộ phim tại các rạp ở Nhật Bản vào ngày 08 tháng 7 năm 2006. Warner Bros. cũng đã phát hành bộ phim dưới các phiên bản DVD, Blu-ray, HD DVD và UMD từ ngày 12 tháng 11 năm 2006.
Pony Canyon đã trình chiếu bộ phim tại Hội chợ phim Hoa Kỳ. Bộ phim cũng được phân phối tại nhiều nước bởi các nhà phân phối như Optimum Releasing đã đăng ký phát hành tại Anh, Madman Entertainment tại Úc và New Zealand, Kaze tại Pháp, Anime-Virtual, barnsteiner film, Kazé Germany (hiện tại) tại Đức và Muse Communication tại Đài Loan.

### Trò chơi điện tử
Sony Computer Entertainment đã phát hành trò chơi điện tử thể loại nhập vai tên Brave Story Aratanaru Tabibito (ブレイブ・ストーリー 新たなる旅人) cho hệ PlayStation Portable vào ngày 06 tháng 7 năm 2006 tại Nhật Bản. Phiên bản tiếng Anh của trò chơi đã được Xseed Games phát hành 31 tháng 7 năm 2007. Cả hai phiên bản đều do Game Republic phát triển. Sony Computer Entertainment cũng phát hành một trò chơi khác thể loại phiêu lưu tên Brave Story Wataru no Bouken (ブレイブ·ストーリー ワタルの冒険) cho hệ PlayStation 2 vào ngày 06 tháng 7 năm 2006.
Namco Bandai cũng đã phát hành một trò chơi thể loại phiêu lưu tên Brave Story Boku no Kioku to Negai (ブレイブ·ストーリー ボクのキオクとネガイ) cho hệ Nintendo DS vào ngày 06 tháng 7 năm 2006.

### Âm nhạc
Phim anime có bài hát chủ đề là bài Ketsui no Asa ni (決意の朝に) do AQUA TIMEZ trình bày trong phần kết thúc. Sony Music Entertainment đã phát hành đĩa đơn của bài hát vào ngày 05 tháng 7 năm 2006. Sony Music Entertainment cũng phát hành đĩa chứa các bản nhạc dùng trong anime do Juno Reactor soạn cùng ngày với đĩa đơn. Vào ngày 29 tháng 11 năm 2006, Avex Trax đã phát hành một đĩa chứa các bản bài hát về Brave Story do Komuro Tetsuya và Maeda Takahiro soạn và TRF trình bày. Universal Music cũng phát hành một đĩa chứa các bài hát chủ đề Brave Story do Sakurai Yuki soạn và trình bày bởi Rice vào ngày 03 tháng 9 năm 2008.
| Ketsui no Asa Ni (決意の朝に) | Ketsui no Asa Ni (決意の朝に)                                        | Ketsui no Asa Ni (決意の朝に) |
| STT                           | Nhan đề                                                              | Thời lượng                    |
| ----------------------------- | -------------------------------------------------------------------- | ----------------------------- |
| 1.                            | "Ketsui no Asa Ni (決意の朝に)"                                      | 5:01                          |
| 2.                            | "Ayumi (歩み)"                                                       | 4:55                          |
| 3.                            | "Sabishiki Warera (淋しき我ら)"                                      | 3:31                          |
| 4.                            | "Ketsui no Asa Ni (Instrumental Mix) (決意の朝に(Instrumental Mix))" | 5:03                          |
| Tổng thời lượng:              | Tổng thời lượng:                                                     | 18:30                         |

| Brave Story Original Soundtrack (ブレイブ ストーリーオリジナルサウンドトラック) | Brave Story Original Soundtrack (ブレイブ ストーリーオリジナルサウンドトラック) | Brave Story Original Soundtrack (ブレイブ ストーリーオリジナルサウンドトラック) |
| STT                                                                             | Nhan đề                                                                         | Thời lượng                                                                      |
| ------------------------------------------------------------------------------- | ------------------------------------------------------------------------------- | ------------------------------------------------------------------------------- |
| 1.                                                                              | "ミツルのテーマ"                                                                | 0:15                                                                            |
| 2.                                                                              | "運命の扉"                                                                      | 0:49                                                                            |
| 3.                                                                              | "ミツルのテーマ2"                                                               | 0:36                                                                            |
| 4.                                                                              | "扉の向こうへ"                                                                  | 2:15                                                                            |
| 5.                                                                              | "おためしの洞窟"                                                                | 3:22                                                                            |
| 6.                                                                              | "母と子の絆"                                                                    | 2:11                                                                            |
| 7.                                                                              | "学校で"                                                                        | 0:31                                                                            |
| 8.                                                                              | "バルバローネの呪文"                                                            | 0:48                                                                            |
| 9.                                                                              | "キ・キーマ"                                                                    | 1:28                                                                            |
| 10.                                                                             | "ガサラ Part.1"                                                                 | 1:21                                                                            |
| 11.                                                                             | "ガサラ Part.2"                                                                 | 2:46                                                                            |
| 12.                                                                             | "空中舞踊"                                                                      | 0:50                                                                            |
| 13.                                                                             | "ハイランダーのテーマ"                                                          | 0:47                                                                            |
| 14.                                                                             | "牢獄からの逃亡"                                                                | 0:43                                                                            |
| 15.                                                                             | "地底湖の怪物"                                                                  | 1:53                                                                            |
| 16.                                                                             | "友情"                                                                          | 2:33                                                                            |
| 17.                                                                             | "真の目的"                                                                      | 4:35                                                                            |
| 18.                                                                             | "戦いへの足音"                                                                  | 0:30                                                                            |
| 19.                                                                             | "戦闘"                                                                          | 1:16                                                                            |
| 20.                                                                             | "ジュノのワルツ"                                                                | 1:37                                                                            |
| 21.                                                                             | "それぞれの願い"                                                                | 1:59                                                                            |
| 22.                                                                             | "ファイアドラゴン"                                                              | 1:16                                                                            |
| 23.                                                                             | "ソレブリア"                                                                    | 3:48                                                                            |
| 24.                                                                             | "ミツルの回想"                                                                  | 1:27                                                                            |
| 25.                                                                             | "運命の女神への道"                                                              | 1:03                                                                            |
| 26.                                                                             | "魔族対ドラゴン"                                                                | 0:48                                                                            |
| 27.                                                                             | "心の叫び"                                                                      | 1:32                                                                            |
| 28.                                                                             | "友達だから"                                                                    | 3:02                                                                            |
| 29.                                                                             | "甘いささやき"                                                                  | 4:47                                                                            |
| 30.                                                                             | "幻界(ヴィジョン)"                                                              | 5:12                                                                            |
| 31.                                                                             | "旅の終わり"                                                                    | 2:13                                                                            |
| Tổng thời lượng:                                                                | Tổng thời lượng:                                                                | 58:19                                                                           |

## Đón nhận
Viz Media đã nhận giải thưởng Mildred L. Batchelder năm 2008 vì đã phát hành tiểu thuyết Brave Story. Matt Paddock tại Game Vortex đã nói "Các áp lực từ gia đình và tâm lý sau khi gia đình bị chia tách cũng như cuộc sống gia đình không được êm thấm là chủ đề gây được ấn tượng rất mạnh với các độc giả tại Nhật Bản. Nhưng đáng buồn là các độc giả Hoa Kỳ lại ít quan tâm đến chi tiết cha mẹ của Wataru chia tay vì hầu như một nửa các cuộc hôn nhân tại Hoa Kỳ đều như thế ngày nay". Ông đã phàn nàn là Miyabe không giới thiệu "thế giới diệu kỳ đó sớm hơn để nắm bắt được trí tưởng tượng của các độc giả". Katherine Dacey tại Pop Culture Shock đã mô tả câu truyện của Miyabe là "Các tác phẩm của Franken kết hợp với EverQuest, Guin Saga, Harry Potter, Chúa tể của những chiếc nhẫn, Chiến tranh giữa các vì sao và The Wonderful Wizard of Oz để tạo ra một câu chuyện phiêu lưu ấn tượng mà ngay cả người trưởng thành đôi khi cũng bị bất ngờ".
Chuyển thể manga đã đứng hạng năm tại bảng xếp hạng manga dành cho shōnen tại About.com năm 2007. A.E. Sparrow tại IGN đã đưa ra nhận xét về phong cách của Ono Yochiro và so sánh là "Gần đây một số manhwa cũng được Tokyopop xuất bản". Nadia Oxford tại Mania.com đã đưa đánh giá về phối cảnh của truyện với nhận xét "hình ảnh" của thế giới kỳ ảo "dường như phản ánh đúng với tâm trạng của các cư dân sống trong đó". Scott Campbell tại ActiveAnime đã nhận xét loạt truyện là "nghệ thuật và chi tiết luôn xoay quanh cốt truyện". Snow Wildsmith tại Teenreads đã nhận xét cách viết của Miyabe là "Nhân tài trong việc chuyển đổi giữa thực và ảo, hành động và cảm xúc, hài hước và đứng đắn, những việc đó đã khiến cho câu chuyện của bà trở nên hấp dẫn đáng tin hơn". Carlo Santos tại Anime News Network thì phàn nàn là cốt truyện là "Nhạt nhẽo với yếu tố lập đi lập lại là "Một người anh hùng trẻ tuổi bị kẹt ở thế giới song song"". Katherine Dacey ở Pop Culture Shock đã nhận xét về Brave Story là "Tách biệt hẳn ra khỏi các tác phẩm tương tự bằng cách nói về cuộc sống của Wataru. Wataru không phải là mẫu về những thanh niên khoác lác: Cậu là người dễ dao động, không nhất quyết, cũng như dễ tổn thương khi biết người con gái mà cậu ước muốn đã dành trái tim mình cho người khác" cũng như nói về cuộc ly hôn bất ngờ của cha mẹ Wataru là "Đã để mặc Wataru tự an ủi sự đau khổ cũng như sự thiếu vắng mẹ của mình trong khi cậu cũng có ý thức về sự mất mát. Những cảm giác đó đã thêm vào chiều sâu cảm xúc cho câu truyện một cách không ngờ, thể hiện sự đứng đắn của Wataru và yếu tố tạo cho cậu một động lực vô cùng lớn để cứu thế giới là tình yêu đối với mẹ của mình".
Chuyển thể phim anime đã được đề cử giải Phim hoạt hình của năm tại lễ trao Giải thưởng Viện hàn lâm Nhật Bản năm 2007. John Li tại MovieXclusive đánh giá là "Màu sắc được phối rất dễ chịu mềm mịn cũng như hình ảnh mượt mà tạo cảm giác thú vị để xem". Mark Schilling ở tờ The Japan Times đã so sánh Wataru như Nôbita trong Đôrêmon. John Smith tại Impuse Gamer nói là "Kỹ thuật hoạt hình đẹp và âm thanh được nối một cách tuyệt vời". Chris Beveridge tại Mania.com đã đưa ra ý kiến về phiên bản Blu-ray là "Sử dụng các kênh âm thanh vòng rất rộng cho những cảnh hành động liên tiếp nhau" cũng như về hình ảnh là tốt với độ phân giải 720p và các rắc rối duy nhất mà ông có thể tìm thấy là trên màn hình 6 inch (152 mm) sẽ thấy một số điểm ảnh hiển thị không đúng màu khi mà màu xanh đen hòa vào màu đen. Dani Moure cũng tại Mania đã sử dụng các thiết kế nhân vật của Studio Ghibli để so sánh.
Trò chơi điện tử Brave Story Aratanaru Tabibito đã nhận được nhiều đánh giá tích cực với số điểm trung bình là 76% tại Meta Critic và 79% tại GameRankings. Joe Dodson tại GameSpot đã khen hình ảnh và hiệu ứng âm thanh của trò chơi nhưng phàn nàn là lượng quái vật luôn xuất hiện "Một cách đồng nhất và không bao giờ dứt". Nhận xét tại GamePro là "Đồ họa sống động, thời gian nạp ngắn và sự thể hiện tổng thể chắc chắn" nhưng phàn nàn là "Một số khía cạnh quá quen thuộc ở phần cốt truyện và cách chơi, cốt truyện có vẻ quá "trẻ con" với một số người". Tại GameZone, Louis Bedigian đã nói về hình ảnh của trò chơi là "Giống như thời khởi đầu 3D của dòng Final Fantasy". Matt Paddock tại Game Vortex đã nói về phần phiên dịch của trò chơi là "Nếu có cuốn sách Harry Potter nào được dịch sát nghĩa như thế thì các trò chơi chuyển thể từ tác phẩm của Rowling đã có thể nhận giải vàng hay bạch kim". Kashell Triumph tại GameFAQs đã đánh giá về việc thiết kế nhân vật là "thiết kế tốt, chi tiết, ý nghĩa, và súc tích". Greg Miller tại IGN thì nói trò chơi là "Một tập hợp gồm nhiều sự kiện giống y hệt nhau là các trận chiến ngẫu nhiên, thám hiểm ngục tối rồi lại các trận chiến ngẫu nhiên và đấu trùm". Steve Steinberg tại GameSpy đã nói sau ba giờ chơi đầu là "Diễn biến rất chậm và trật tự, điểm cơ bản của một trò chơi chung chung và kém hấp dẫn".